# Воля-Мистковська
Воля-Мистковська (пол. Wola Mystkowska) — село в Польщі, у гміні Сомянка Вишковського повіту Мазовецького воєводства.
Населення — 370 осіб (2011).
У 1975-1998 роках село належало до Остроленцького воєводства.

## Демографія
Демографічна структура станом на 31 березня 2011 року:
|          | Загалом | Допрацездатний вік | Працездатний вік | Постпрацездатний вік |
| -------- | ------- | ------------------ | ---------------- | -------------------- |
| Чоловіки | 202     | 50                 | 132              | 20                   |
| Жінки    | 168     | 36                 | 97               | 35                   |
| Разом    | 370     | 86                 | 229              | 55                   |